# Borneoflugsnappare
Borneoflugsnappare (Cyornis superbus) är en fågel i familjen flugsnappare inom ordningen tättingar.

## Utseende och läte
Hane borneoflugsnappare är en färgglad fågel men lik flera andra blåfärgade flugsnappare på Borneo. Noterbart är orange på strupe och undersida, mörkt ansikte och ljusare blått på hjässa och rygg. Honan har brun ovansida, orangefärgat bröst, ljus buk och rostbrun stjärt. Jämfört med liknande arter är honan även ljust orangefärgad på strupen och har endast en svag ögonring som kan saknas helt. Sången består av en kort men vacker serie klingande toner.

## Utbredning och systematik
Fågeln förekommer i bergsskogar på Borneo. Den behandlas som monotypisk, det vill säga att den inte delas in i några underarter.

## Levnadssätt
Borneoflugsnapparen hittas i skogar i låglänta områden och förberg. Den är tillbakadragen och inte särskilt aktiv. Fågeln ses ofta sitta still i skogens lägre eller mellersta skikt.

## Status och hot
Arten har ett stort utbredningsområde, men tros minska i antal, dock inte tillräckligt kraftigt för att den ska betraktas som hotad. Internationella naturvårdsunionen IUCN listar därför arten som livskraftig (LC).